# Liste Tiroler Adelsgeschlechter

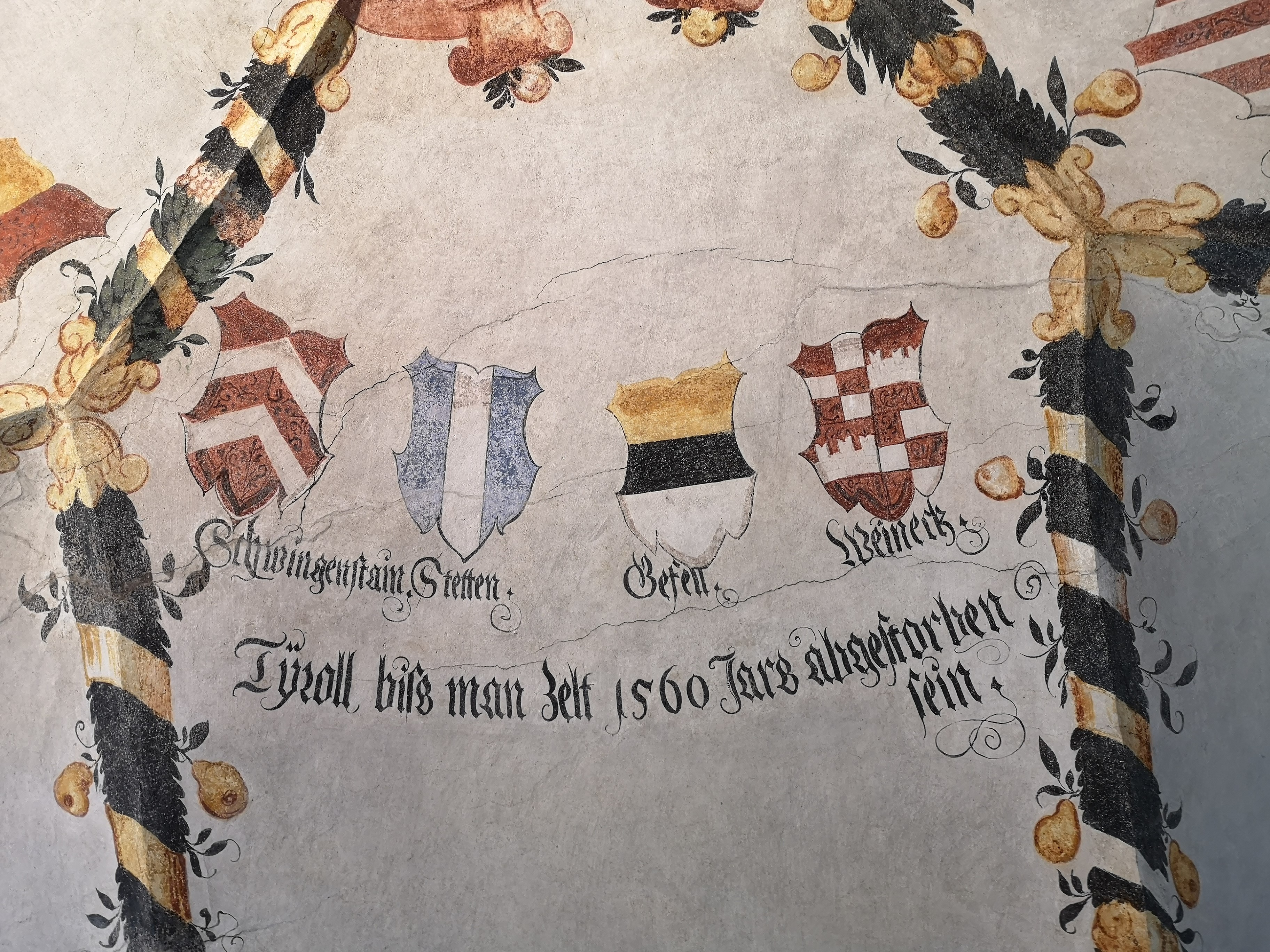
Tiroler Wappendarstellungen von 1560 auf Schloss Maretsch

Die Liste Tiroler Adelsgeschlechter enthält die bedeutendsten Tiroler Adelsfamilien und folgt der Auflistung in den Wappenbüchern von Goldegg und Brandis (Tiroler Adler, immergrünendes Ehrenkränzchen). Aus Hye wurden die Geschlechter mit mehreren Wappen ergänzt. Der Tiroler Adel umfasste die (heutigen) Südtiroler (mit der Burg Tirol bei Meran), Trentiner, Nord- und Osttiroler und die Vorarlberger Geschlechter. Ebenso wurden viele Adels- oder Patrizierfamilien aus den angrenzenden Gebieten wie Oberitalien, Schweiz, Bayern und Salzburg in die Tiroler Adelsmatrikel eingetragen. Mit den herrschenden Habsburgern sind auch etliche Tiroler Geschlechter nach Österreich (ob und unter der Enns) oder nach Böhmen abgewandert, speziell nach 1620 im Zuge der Gegenreformation.
Die Liste ist eine alphabetische Übersicht über Tiroler Adelsfamilien. Sie enthält Hinweise über Namensvarianten, Zeitpunkt der Nobilitierung und Aufnahme in die Tiroler Adelsmatrikel, Herkunft, Verbreitung und bekannte Persönlichkeiten der Geschlechter, siehe auch Erklärung.
Wo noch kein Wappenbild vorhanden ist, ist die Bildposition aus Johann Siebmachers Wappenbuch (1605 bei färbigen bzw. 1701/1705 bei schwarz-weiß Darstellungen) angegeben; siehe Weblinks unten.

## A
| Name                                               | Zeitraum                      | Stammsitz/Ursprung Gebiet                           | Persönlichkeiten Anmerkungen                                                                                 | Wappen  |
| -------------------------------------------------- | ----------------------------- | --------------------------------------------------- | --- | ------- |
|                                                    |                               |                                                     | |         |
| Abele von und zu Lilienberg                        | M 1663                        |                                                     | Freiherren Abell von Lilienfeld                                                                              |         |
| Achterdingen siehe Echterdingen                    |                               |                                                     | |         |
| Adam                                               |                               |                                                     | |         |
| Afra, St. Afra                                     |                               |                                                     | |         |
| Agrest                                             |                               |                                                     | |         |
| Agricola                                           |                               |                                                     | |         |
| Aichach                                            | um 1150 – um 1400             | Burgruine Aichach                                   | Ministeriale des Bischofs von Brixen                                                                         | Sm C103 |
| Aichner von Paschbach zu Aichberg, Paspach         | 1632–? M 1626                 | Ansitz Paschbach, Ansitz Aichberg                   | |         |
| Aichner von Rametz                                 |                               | Schloss Rametz                                      | |         |
| Alber, Albert?? Alber von Albersburg zu Albersheim | 1561?–?? nur eine Generation? | Ansitz Albersheim                                   | Alber von Ehrentreutz                                                                                        |         |
| Alberti von Enno                                   | 1150–nach 1880?               | Ennsberg                                            | Albert I. von Enn und weitere Fürstbischöfe von Brixen und Trient                                            |         |
| Alberti de Poja                                    | vor 1558–1914? M 1683         |                                                     | das Geschlecht entstammt dem Haus Albert, Francesco Alberti di Poja, Fürstbischof von Brixen und Trient      |         |
| Albmair, Albmayr                                   | 1579–?                        |                                                     | 1624 Adelsstand für Peter Albmayr, gewesener Landrichter der Herrschaft Lienz                                |         |
| Alessandrini Alexandrin von Neustein               | M 1587                        |                                                     | |         |
| Aliprandini Aleprandi                              |                               |                                                     | Giovanni Battista Alliprandi?                                                                                |         |
| Altenburg                                          |                               | Burgruine Altenburg (Eppan)                         | |         |
| Altensteiger von Altensteig                        |                               | Schloss Altensteig?                                 | |         |
| Althann, Althamer                                  | 1120–heute                    |                                                     | |         |
| Altspaur                                           |                               | Spormaggiore                                        | | Sm C099 |
| Altstetter zu Kaltenburg und Kratzenau             | M 1603                        | Ansitz Kaltenburg                                   | |         |
| An der Gassen                                      | vor 1330–1400?                | Hof An der Gasse in Tirol (Dorf in Südtirol)        | Matthäus an der Gassen, 1336 bis 1363 Fürstbischof von Brixen                                                |         |
| An der Lan-Hochbrunn                               | 1547-?                        | Hof An der Lan Salurn                               | Hartmann von An der Lan-Hochbrunn, 1863-1914, Franziskanerpater, Komponist, Organist und Dirigent            |         |
| Andre von Neundorff                                |                               |                                                     | |         |
| Andrian                                            |                               | Burg Andrian, Burg Wolfsthurn                       | mehrere Geschlechter: Tiroler Uradel, dann Andrian-Werburg                                                   |         |
| Angeli Angeli von Costedi                          | 1565 M 1608                   | Venedig                                             | Heinrich von Angeli                                                                                          |         |
| Anich Anich/Annich von Altlehen                    |                               | Altlehen in Kurtatsch                               | |         |
| Annenberg                                          | 1165–um 1690                  | Schloss Annenberg                                   | Meißner Adel, Johann Arbogast von Annenberg                                                                  |         |
| Anreiter                                           | M 1675                        | Ziernfeld in Feldthurns?                            | auch Anreitter von Zirnfeld                                                                                  |         |
| Arco, Arch                                         | 1124–heute                    | Burg Arco, Schloss Zinneberg                        | zahlreiche Militärs, Politiker, Bischöfe die oberitalienische Linie ist erloschen, die bayerische blüht noch |         |
| Arenberg, Arnberg                                  | e 1120–heute                  | Burg Aremberg                                       | mehrere Geschlechter, zuletzt Arenberg-Ligne                                                                 |         |
| Atzenholtz genannt Wachsler                        | 1590–                         | s. Schloss Dottenwil, Schloss Seeburg (Kreuzlingen) | Jakob Atzenholz-Zollikofer von Tattenwiler,                                                                  |         |
| Artzt von Vasegg                                   | 1185–                         | Castello di Sant’Anna, Castel Vasio, Nonsberg       | siehe Arz von und zu Arzio-Vasegg                                                                            |         |
| Aschauer von und zu Achrain und Lichtenthurn       |                               | Achrain (Gemeinde Dornbirn)?,                       | |         |
| Auer, Aur                                          | 1217?–14. Jh.?                | Burg Auer                                           | Ernst Auer von Herrenkirchen?                                                                                | Sm 44   |
| Auenstein                                          |                               | Burg Auenstein?                                     | |         |
| Auffenstein                                        | 1173–vor 1400                 | Aufenstein                                          | Auff = Uhu                                                                                                   |         |
| Auster von Austerthurm Aister                      |                               | Austerturm in Imst (Alte Volksschule?)              | |         |
|                                                    |                               |                                                     | |         |

## B
| Name Namensvarianten                                       | Zeitraum        | Stammsitz/Ursprung Gebiet                                                                    | Persönlichkeiten Anmerkungen | Wappen  |
| ---------------------------------------------------------- | --------------- | -------------------------------------------------------------------------------------------- | --- | ------- |
|                                                            |                 |                                                                                              | |         |
| Baldessari                                                 | 1637            | Fleimstal                                                                                    | Balthasar de Baldessaribus, Rat und Kanzler des FB Karl Eman. von Madrutz in Trient                                                  |         |
| Baltern von Neubau                                         |                 |                                                                                              | auch Walt(h)er von und zu Neuenpau                                                                                                   |         |
| Baltheser von Löwenfeld auch Walt(h)er von und zu Neuenpau | vor 1659 M 1668 |                                                                                              | Balthasar Baltheser von Lewenfeldt, Brixener Hofkanzler des FB Karl Eman. von Madrutz in Trient, 1689 Frh; Oberst Joseph B v L 1841, |         |
| Barbi, von Castel, Bärby                                   | 1648 M 1648     | Coredo, Nonsberg                                                                             | 1603 Wappenbrief, 1648 Barbi von Castel Tavon                                                                                        |         |
| Baroni von Cavalcabò                                       | 1805–1879       | Rovereto; die Baroni von Berghof und Baroni von Ehrenfeld kommen ebenfalls aus Rovereto      | Julie Weber von Webenau, geb. Baroni von Cavalcabò                                                                                   |         |
| Barthold, Bartoldt                                         |                 |                                                                                              | |         |
| Bartoli                                                    |                 |                                                                                              | Frh |         |
| Bartl von Sommersberg                                      |                 |                                                                                              | |         |
| Baumgartner von Maur und Gratschberg                       |                 | Maur = Mair am Aich (Turm); Gratschberg = Ansitz; beide in Dorf Tirol (Südtirol)             | oder Edle von Baumgarten?? |         |
| Baumbgartner zu Brixen, zu Kufstein                        |                 | Bamgartner siehe Pamgartner                                                                  | ?Johann Baptist von Paumgartten Baumgartt (steir. Geschlecht)                                                                        |         |
| Bayr von Caldif                                            |                 |                                                                                              | siehe Payr |         |
| Beck, Beckhen Pechens zu Pechensthurn?                     | M 1613          | Beckenturm, Haus in Bregenz                                                                  | selber Stamm wie Beck von Leopoldsdorf?                                                                                              | Sm 44   |
| Behaim? Beham, Peheim                                      |                 | zu Behamthurn                                                                                | | Sm 44   |
| Beltrami                                                   | 1649            | Trient                                                                                       | Fürstbischof Carlo Emanuele Madruzzo erhob die Familie Beltrami am 8. November 1649 in den Adelsstand                                |         |
| Bernhart                                                   |                 |                                                                                              | |         |
| Bertoldi, Bertholdi                                        | M 1663          |                                                                                              | Frh; Theologe Johann Baptist Bertholdi (1764–1827)                                                                                   |         |
| Bertolf, Bertelli                                          |                 |                                                                                              | |         |
| Bessoli, Besoll                                            |                 |                                                                                              | | Sm E060 |
| Betta dal Toldo Beta, von Toldo                            | M 1564          |                                                                                              | [ 10 ] |         |
| Bifl von und zu Mossburg                                   |                 |                                                                                              | |         |
| Blümegen                                                   |                 | westfälische Familie, Mutter war geb. Deuring, dann mährischer Adel, 1720 RFrh, 1759 böhm Gf | Heinrich Kajetan von Blümegen |         |
| Böhmenstein und Fabrini                                    |                 | Fabrini aus Vicchio, Florenzer Familie, Giovanni F., ein Gelehrter 1544                      | |         |
| Bollt                                                      |                 |                                                                                              | |         |
| Bombardi von Zuegg                                         |                 |                                                                                              | |         |
| Bonet zu Ringberg Boneth                                   | M 1658          |                                                                                              | Johann Caspar |         |
| Bonifacius?                                                | um 810–931      |                                                                                              | Markgrafen von Tuscien (Toskana) |         |
| Bonomo                                                     |                 |                                                                                              | |         |
| Borromeo                                                   |                 | Gegend um Rom, Mailänder Kaufleute und Bankiers                                              | Gf von Arona; Karl Borromäus, Heiliger, und weitere Kardinäle                                                                        |         |
| Bossi Fedrigotti                                           |                 | Herbstenburg                                                                                 | Wilhelm von Bossi-Fedrigotti, Anton Bossi Fedrigotti                                                                                 |         |
| Botsch Botzo de Rossis, Botsch von Auer und Zwingenberg    | 14. Jh.–1637    | ursprünglich de Rossis oder auch de Bambarossi, aus Florenz stammend, in Bozen ansässig      | ihr Wappen ging an die von Stachelburg                                                                                               |         |
| Boymundt zu Payrsperg                                      |                 | Schloss Boymont, Burg Payrsberg                                                              | Jakob von Boymont-Payrsberg |         |
| Bradel, Braedel, Pradell                                   |                 |                                                                                              | ?Randold von Vilanders zu Pradell |         |
| Branciforti Gf                                             |                 |                                                                                              | |         |
| Brandis, Prandeis                                          | um 1150–heute   | Burg Brandis in Lana                                                                         | mehrere Tiroler Landeshauptmänner |         |
| Breisach                                                   |                 | Schloss Katzenzungen in Prissian                                                             | |         |
| Brechten von Hohenwört                                     |                 |                                                                                              | |         |
| Burglehner                                                 |                 | zu Thierburg, Ruine Thierberg, eher Tierburg (Ansitz in Fritzens)                            | Matthias Burglechner, Anton Burglechner                                                                                              |         |
|                                                            |                 |                                                                                              | |         |

## C
| Name                                          | Zeitraum       | Stammsitz/Ursprung Gebiet                                         | Persönlichkeiten Anmerkungen                                                | Wappen |
| --------------------------------------------- | -------------- | ----------------------------------------------------------------- | --------------------------------------------------------------------------- | ------ |
|                                               |                |                                                                   |                                                                             |        |
| Calderon                                      |                |                                                                   |                                                                             |        |
| Capriana                                      |                |                                                                   |                                                                             |        |
| Carraresi, da Carrara                         | ?–1435         |                                                                   |                                                                             |        |
| Castagna, Frh                                 |                | zu Arztberg Arztenberg                                            | Urban VII., Giambattista (Giovanni Battista) Castagna                       |        |
| Castelbarco                                   | 1155–heute     | Castel Barco (Pomarolo)                                           | Gf                                                                          |        |
| Castelleti Herrn zu Nomi                      | M 1234         |                                                                   | Gf, Nomi (Trentino)                                                         |        |
| Catanei Frh                                   |                |                                                                   |                                                                             |        |
| de Cavaleriis                                 |                |                                                                   | jener Priester, der Erzherzog Ferdinand geheim mit Philippine Welser traute |        |
| Cazan, Cazin zu Griesfeld                     |                | Ansitz Griesfeld in Liste der Baudenkmäler in Neumarkt (Südtirol) |                                                                             |        |
| Cera zu Persen                                | M 1524         | Pergine Valsugana, auf Castel Pergine?                            |                                                                             |        |
| Ceschi, Cesgi                                 |                |                                                                   | Freiherren, Johann Baptist Ceschi a Santa Croce                             |        |
| Cittadini                                     |                |                                                                   |                                                                             |        |
| Clam-Martinic Clam-Gallas                     | vor 1484–heute | Burg Clam                                                         | ursprünglich Perger zu Clam                                                 |        |
| Clary und Aldringen                           |                | Riva del Garda                                                    | Clario de Riva ging 1622 nach Böhmen                                        |        |
| Cles, Glöss                                   |                | Cles                                                              | Bernhard von Cles                                                           |        |
| Coray                                         |                |                                                                   |                                                                             |        |
| Corradi da Gonzaga                            | 1146–(1335)    | Stadtburg von Gonzaga (Lombardei)                                 | siehe Corradi da Gonzaga, ab 1335 nannten sie sich Gonzaga                  |        |
| Coreth zu Coredo Linien: Starkenberg und Rumo | 1185–heute     | Schloss Coredo                                                    |                                                                             |        |
| de Cosmis                                     |                |                                                                   | Gf                                                                          |        |
| Creutzberg                                    |                |                                                                   |                                                                             |        |
| Crosina                                       |                |                                                                   | Frh                                                                         |        |
|                                               |                |                                                                   |                                                                             |        |

## D
| Name                         | Zeitraum          | Stammsitz/Ursprung Gebiet                        | Persönlichkeiten Anmerkungen | Wappen |
| ---------------------------- | ----------------- | ------------------------------------------------ | --- | ------ |
|                              |                   |                                                  | |        |
| Dantz                        |                   |                                                  | |        |
| De Paule von Römershaiden    |                   |                                                  | siehe Pauli |        |
| Deuring                      | 1621–heute??      | Mittelweiherburg                                 | |        |
| Di Pauli von Treuheim        | 1610–heute        |                                                  | Josef Di Pauli, Politiker und Handelsminister                                                                                                |        |
| Dickl von Thranitz           |                   |                                                  | |        |
| Dieperskircher               | 12. Jhdt - heute  | bayerischer Adel, Lippertskirchen, Bad Feilnbach | im 15. Jhdt hatten Dieperskircher Hofämter der Herzöge von Österreich, Wilhelm Dieperskircher, Abt des Klosters Benediktbeuern (1441 - 1483) |        |
| Diepoldt                     |                   |                                                  | |        |
| Dietz von Weidenberg         | M 1605            |                                                  | |        |
| Dinßl von Angerburg, Dinzl   |                   | Angerburg in Bruneck oder Eppan?                 | siehe Kloster Innichen |        |
| Doblhoff Holler von Doblhoff | 1692–heute        | Toblerhof in Meran                               | Anton von Doblhoff-Dier, Ministerpräsident, mehrere Politiker, Künstler                                                                      |        |
| Dreissiger                   |                   |                                                  | |        |
| Dreyling zu Wagrein          | 1582–1600? M 1587 | Schloss Wagrain in Ebbs                          | Hans Dreyling |        |
| Dorfner von Angerheim        |                   | Ansitz Angerheim in Lana                         | =?D. v Plaimau Sm C068 |        |
|                              |                   |                                                  | |        |

## E
| Name                     | Zeitraum          | Stammsitz/Ursprung Gebiet           | Persönlichkeiten Anmerkungen                                 | Wappen  |
| ------------------------ | ----------------- | ----------------------------------- | ------------------------------------------------------------ | ------- |
|                          |                   |                                     |                                                              |         |
| Eben von Ebenstein       |                   |                                     |                                                              |         |
| Ebner                    |                   |                                     |                                                              |         |
| Ebenschlager zu Koflegg  | M 1675            | Ansitz Koflegg in Lana              | Innsbrucker und Bozener Bürger                               |         |
| Egen von Thurnstein      | 1644, M 1713      | Schloss Thurnstein (Südtirol)       | Meraner Schildbürger                                         |         |
| Egger von Marienfreud    |                   |                                     |                                                              |         |
| Egiz                     |                   |                                     |                                                              |         |
| Ehrhardt                 |                   |                                     | aus Augsburg erloschen                                       |         |
| Ellacher                 |                   |                                     |                                                              |         |
| Ellinger von Elling      |                   |                                     |                                                              |         |
| Elsasser von Grienenwald | M 1608            |                                     |                                                              |         |
| Endorffer                |                   |                                     |                                                              |         |
| Endrigi                  |                   |                                     |                                                              |         |
| Enn                      |                   | Schloss Enn                         |                                                              |         |
| Enzenberg                | 1485–heute M 1663 | Freienthurn bei Mühlbach (Südtirol) |                                                              |         |
| Eppan                    | vor 1100–1300     | Burg Hocheppan                      | Egno von Eppan unterlegene Konkurrenten der Grafen von Tirol | Sm C105 |
| Ernst                    |                   |                                     |                                                              |         |
| Eschenlohe               | früh erloschen?   | Burg Eschenlohe                     | Gf                                                           |         |
| Ettenhard Ettenhart      | M 1646            |                                     |                                                              |         |
| Eyring                   |                   |                                     |                                                              |         |
| Eyrl von Waldgries       | M 1607            | Ansitz Waldgries                    | Schenk von Waldgries, Matthias Eyrl von Eyrsperg verwandt?   |         |
|                          |                   |                                     |                                                              |         |

## F
| Name                                  | Zeitraum               | Stammsitz/Ursprung Gebiet                             | Persönlichkeiten Anmerkungen                                                   | Wappen  |
| ------------------------------------- | ---------------------- | ----------------------------------------------------- | ------------------------------------------------------------------------------ | ------- |
|                                       |                        |                                                       |                                                                                |         |
| Faber von und zum Rosenstockh         | 1604– M 1613           |                                                       |                                                                                |         |
| Fabrici von Glösheim                  |                        |                                                       |                                                                                |         |
| Farcher                               |                        |                                                       |                                                                                |         |
| Faustner                              |                        |                                                       |                                                                                |         |
| Feckhtner Föckhter von und zu Windegg |                        | Windegg in Eppan oder Kaltern?                        |                                                                                |         |
| Federspiel zu Lichtenegg und Mauer    | 13. Jh.?–um 1850       | Lichtenegg in Mals                                    | Ulrich von Federspiel und weiter Bischöfe                                      |         |
| Fedrigazzi zu Nomi                    | M 1663                 |                                                       | siehe Gottlieb Joseph von Manteuffel                                           |         |
| Feigenputz von Griesegg               |                        |                                                       |                                                                                |         |
| Feigenstein Veigenstain               |                        |                                                       | siehe Elefantenbund                                                            |         |
| Fencher                               |                        |                                                       |                                                                                |         |
| Fenner von Fenneberg                  |                        |                                                       | Franz Philipp Fenner von Fenneberg                                             |         |
| Fernberg zu Labers Fernberger         |                        | Schloss Labers                                        | siehe Christoph Carl Fernberger                                                |         |
| de Ferrariis                          |                        | aus Roveredo und Ala                                  |                                                                                |         |
| de Ferrariis                          |                        | aus Trient                                            | Joseph Johann von Ferraris?                                                    |         |
| de Ferraris                           |                        | aus Sacco                                             |                                                                                |         |
| Fieger                                | 1511–1849              | aus Fügen (Tirol), zwei Linien: Friedberg, Hirschberg | Schwazer Gewerken                                                              |         |
| Finenz                                |                        |                                                       |                                                                                |         |
| Fink von Katzenzung Finken            |                        | Schloss Katzenzungen                                  |                                                                                |         |
| Firmian                               | 12. Jh.?–heute         | Schloss Sigmundskron, Schloss Leopoldskron            | mehrere Bischöfe, Landeshauptmann, Hofämter                                    |         |
| Flaschen zu Doß                       |                        |                                                       |                                                                                |         |
| Flugi von Aspermont Aspermund         | 1606?–nach 1900 M 1646 |                                                       | Frh, Johann Flugi                                                              |         |
| Folian                                |                        |                                                       |                                                                                |         |
| Fragensteiner                         | früh erl. 13. Jh.?     | Burgruine Fragenstein                                 |                                                                                |         |
| Frank von Frankenberg Franck          | 1629–Ende 18. Jh.      | Ansitz Frankenberg in Tisens                          | Bernhard Frank von Frankenberg                                                 |         |
| Franzin von Mareit                    | M 1626                 | Franzinhof in Eppan Ansitz Zinnenberg                 | Freiherren von Zinnenberg                                                      |         |
| Freundsberg Freundt, Frundt           | 1122–1586              | Burg Freundsberg                                      | Linien in Tirol und Schwaben (Mindelheim)                                      |         |
| Freysing zu Aichach                   | M 1563                 | Aichach in Kastelruth                                 |                                                                                |         |
| Freytag                               |                        |                                                       |                                                                                |         |
| Fridris von Ursanna                   |                        |                                                       |                                                                                |         |
| Friesinger                            |                        |                                                       |                                                                                |         |
| Fritzen von Schrötenberg              | M 1568                 |                                                       |                                                                                |         |
| Fröhlich von Fröhlichspurg            |                        | Fröhlichsburg                                         |                                                                                |         |
| Fuchs von Fuchsberg                   | 1267?–1828             | Burgruine Fuchsberg (vermutlich in Eppan?)            | drei Linien nach den jeweiligen Sitzen: Freudenstein, Lebenberg und Jaufenburg |         |
| Fuchsmagen                            |                        |                                                       |                                                                                | Sm C105 |
| Fugger zu Kirchberg                   |                        |                                                       |                                                                                | Sm E060 |
|                                       |                        |                                                       |                                                                                |         |

## G
| Name                                                        | Zeitraum                 | Stammsitz/Ursprung Gebiet                                              | Persönlichkeiten Anmerkungen | Wappen |
| ----------------------------------------------------------- | ------------------------ | ---------------------------------------------------------------------- | --- | ------ |
|                                                             |                          |                                                                        | |        |
| Gall von Ansiedl und Teisegg                                |                          | Ansitze Ansiedl und Teißegg in Bruneck                                 | [ 12 ] |        |
| Gadolt von Selosshausen                                     |                          |                                                                        | s. Berchtesgadener Bürgerwald |        |
| Gaar Garr Garre                                             |                          |                                                                        | s. Schloss Gernstein, zwei Geschlechter Voitsberger nannten sich G. |        |
| Gartner von Sommersfeld                                     |                          |                                                                        | |        |
| Gaun                                                        |                          |                                                                        | |        |
| Gebler                                                      |                          |                                                                        | Frh und Ritter |        |
| Geizkofler                                                  | M 1567                   | aus Sterzing stammend                                                  | s. Schloss Gailenbach |        |
| Gelmini von Kreutzhof                                       | 1788–heute               | aus Borgo Sacco in Rovereto                                            | Hortense von Gelmini |        |
| Genet von der Haiden Genetti, Jenet, Beneth                 | M 1607                   |                                                                        | |        |
| Gentilotti                                                  | 1617–?                   | aus Valcamonica stammend                                               | einige höhere kirchliche und landständische Ämter, ein gewählter Bischof |        |
| Gerlach Gerloch                                             | M 1567                   |                                                                        | |        |
| Gereut Gereit                                               |                          |                                                                        | |        |
| Geyrpühler von und zu Rainfels                              |                          | Ansitz Rainfels in Innsbruck (Listeneintrag)                           | |        |
| Giovanelli von Gerstburg                                    | aus Bergamo M 1618, 1663 | Ansitz Gerstburg, (Hörtenberg)                                         | Frh Gf | [ 13 ] |
| Ghebel Göbel Gebel                                          | 1572–?                   |                                                                        | Joseph Gebel, Landrichter zu Persen WB1, S. 60 |        |
| Girardi de Castell, Girardi von Castell                     | 1590–heute?              | Mori bei Rovereto eine Linie dann im Breisgau (Sasbach am Kaiserstuhl) | Nobil. für Anton G. d. C, oberster Waldmeister, Bergrichter und Zollner in Primör WB1 S.138f; Anton Girardi von Castell, Freiherr zum Stein am Calliano (1602–1660), Tiroler LH 1651–1660                |        |
| Godl                                                        |                          |                                                                        | |        |
| Goldegg zu Lindenburg; andere? Freysassen zu Goldegg M 1524 | 1190–1986                | Ansitz Goldegg in Lana                                                 | Sm C103 |        |
| Goldrainer, Scheck von Goldrain                             | ?um 1100–??              | Schloss Goldrain                                                       | |        |
| Gößl von Thurn, zum Thurn                                   | M 1524                   | Thurn gibt vier in Südtirol                                            | |        |
| Gossenbrot                                                  |                          |                                                                        | |        |
| Graben, Graben von Stein, Graben zum Stein                  | M 1514-1781              | Schloss Graben in Krain (Slowenien)                                    | natürliche Abkömmlinge der Meinhardiner; 2 Linien in Tirol; Linien in Krain, der Steiermark, Niederösterreich, Kärnten, Görz, Südtirol und den Niederlanden                                              |        |
| Graber von Grabenstein                                      |                          |                                                                        | |        |
| Gräfinger von Salegg Grafinger                              | M 1524                   | Sallegg bei Kaltern                                                    | |        |
| Grebmer von Wolfsthurn                                      | 1575–heute M 1620        | Schloss Wolfsthurn                                                     | Linien in Tirol, Vorarlberg und Bayern (schreibt sich Gröbner) |        |
| Greifenstein                                                | ?–1386                   | Burg Greifenstein (Südtirol)                                           | |        |
| Greif Frh; Greiffensee                                      |                          |                                                                        | |        |
| Grienegg Greinegg; Grienberg                                |                          | Schloss Grünsberg?                                                     | |        |
| Gröller                                                     | 1791-heute               | Schloss Ortenburg, Schloss Ehrental                                    | Dionys Ferdinand Gröller (1703–1763), Adam Dionys Ritter v. Gröller (1745–1793), Anton Ritter v. Gröller (1787–1858), Albin Ritter v. Gröller (1823–1890), Guido Alexander Ritter v. Gröller (1827–1909) | [ 14 ] |
| Grünenstain                                                 |                          |                                                                        | |        |
| Grustner von Grußdorf                                       | M 1636                   |                                                                        | |        |
| Gstirner von Weidach                                        |                          |                                                                        | |        |
| Guaranta zu Nomez                                           |                          |                                                                        | |        |
| Guarient siehe Quarient                                     |                          |                                                                        | |        |
| Gufidaun                                                    |                          |                                                                        | Sm C105 Alt-G |        |
| Gundelfing Gundelfingen?                                    |                          |                                                                        | |        |
|                                                             |                          |                                                                        | |        |

## H
| Name                               | Zeitraum         | Stammsitz/Ursprung Gebiet                | Persönlichkeiten Anmerkungen                               | Wappen          |
| ---------------------------------- | ---------------- | ---------------------------------------- | ---------------------------------------------------------- | --------------- |
|                                    |                  |                                          |                                                            |                 |
| Hack Häckl; Hagl Hackl             |                  |                                          |                                                            |                 |
| Häl Hael von Maienburg             |                  | Burgruine Mayenburg bei Völlan           |                                                            |                 |
| Hälden Frh von der Halden          |                  |                                          | Sm C105 Haldenberg                                         |                 |
| Haid von und zu Haidenburg         |                  | Schloss Haidenburg                       | Nürnberger Patrizier                                       |                 |
| Hartman                            |                  |                                          |                                                            |                 |
| Hebenstreit                        |                  | Ansitz Glurnhör in St. Lorenzen          |                                                            | Sm B041 Sm E060 |
| Helmstorf, Metzger von Helmstorf   | 1510–1670 M 1567 | Ansitz Helmstorf                         |                                                            |                 |
| Hendl, Hendl von Goldrain          | 1470– vor 1900?  | Schloss Goldrain                         |                                                            |                 |
| Herter von Hertler                 |                  | aus Konstanz                             | Wilhelm Herter von Hertneck, Sigmund Herter von Herteneck? |                 |
| Heyrling zu Winckhl                |                  | Winkel in Meran?                         |                                                            |                 |
| Heudorf                            | 1261–um 1640??   | Burg Heudorf im Hegau, Schloss Gernstein | Schwäbischer Uradel, nach 1500 eine Tiroler Linie          |                 |
| Hildteprandt von Edlhausen         |                  |                                          |                                                            |                 |
| Hipp von Remingshaim               |                  |                                          |                                                            |                 |
| Hirschau zu Hirschegg              |                  | Burg Hirschau?                           | Balthasar Hirschauer?                                      |                 |
| Hocher Frh                         |                  |                                          |                                                            |                 |
| Hörtmair Hiertmair von Hörtenberg  | 1487–?1682       | Ansitz Hörtenberg; Burgruine Hörtenberg? | 1682 Stammsitz an die Giovanelli verkauft                  |                 |
| Holzapfel von Herxheim Holtzapffel |                  | Augsburger Patrizier                     | Adelstand für Albrecht Holzapfel, Rat von Ferdinand II.    |                 |
| Hueber ?zu Thierburg               |                  | Ruine Thierberg?                         |                                                            |                 |
| Hueber zu Maur Huber               | M 1626           | Maur in Meran?                           |                                                            |                 |
| Huepherr zum Rendlstein            | M 1605           | Rendelstein                              |                                                            |                 |
| Hueter                             |                  |                                          |                                                            |                 |
| Hurlach                            |                  | Edelsitz Hurlach in Bozen                |                                                            |                 |
|                                    |                  |                                          |                                                            |                 |

## I
| Name                                   | Zeitraum        | Stammsitz/Ursprung Gebiet    | Persönlichkeiten Anmerkungen  | Wappen |
| -------------------------------------- | --------------- | ---------------------------- | ----------------------------- | ------ |
|                                        |                 |                              |                               |        |
| Ilsung zu Tratzberg, Illsung „Illfing“ |                 |                              | Schloss Tratzberg             |        |
| In der Maur von und zu Strelburg       |                 |                              | Wolf In der Maur              |        |
| Imhoff                                 |                 |                              |                               |        |
| Ingram von Liebenrain                  |                 | Ansitz Liebenrain in Barbian | Hermann Ingram                |        |
| Inama von Sternegg, von Sternfeld      | 1704 Reichsadel | Nonstal                      | Karl Inama von Sternegg u. a. |        |
|                                        |                 |                              |                               |        |

## J
| Name                                | Zeitraum | Stammsitz/Ursprung Gebiet    | Persönlichkeiten Anmerkungen                                                                 | Wappen |
| ----------------------------------- | -------- | ---------------------------- | -------------------------------------------------------------------------------------------- | ------ |
|                                     |          |                              |                                                                                              |        |
| Jäckhlin von und zu Hohenrealt      |          |                              |                                                                                              |        |
| Jäger von und zu Pirchenberg        |          |                              |                                                                                              |        |
| Janard                              |          |                              |                                                                                              |        |
| Jaufer Jauffen                      |          | Jaufenburg?                  |                                                                                              |        |
| Jeremia Geremia                     |          |                              |                                                                                              |        |
| Job                                 |          |                              |                                                                                              |        |
| Jöchl = ?Jöchling von Hochrath 1605 |          | Jöchelsthurn in Sterzing?    |                                                                                              |        |
| Johanneser von St. Johann           |          | St. Johann in Tirol?         |                                                                                              |        |
| Jonas von Buch                      |          |                              | Jakob von Jonas (?)                                                                          |        |
| Jordan (von Jordan)                 | M 1675   | Molveno (Malfein) - Trentino |                                                                                              |        |
| Jurgitsch                           |          |                              | Hanns Jurgitsch, Sekretär der Erzherzogin Maria von Stmk, 1595; archivinformationssystem.at, |        |
|                                     |          |                              |                                                                                              |        |

## K
| Name                                             | Zeitraum                    | Stammsitz/Ursprung Gebiet    | Persönlichkeiten Anmerkungen                                                                                            | Wappen       |
| ------------------------------------------------ | --------------------------- | ---------------------------- | --- | ------------ |
|                                                  |                             |                              | |              |
| Kaldes                                           |                             | Caldes?                      | |              |
| Kaler                                            | 1757–heute?                 | Niederdorf (Südtirol)        | Nebenlinie: Metz-Kaler zu Lanzenheim                                                                                    |              |
| Kalhammer von Raunach                            |                             |                              | |              |
| Kallmünzer von Kalmünz                           |                             | Burgruine Kallmünz?          | [dieses Wappen?] |              |
| Kalz zu Freyegg, Colz, Cöltz                     |                             | Ansitz Colz, Schloss Colz    | |              |
| Kappel                                           |                             |                              | |              |
| Karlinger                                        |                             |                              | | Sm C104      |
| Kässler von Boymond Käsler                       |                             | Schloss Boymont              | |              |
| Kastner von Sigmundslust                         | M 1601                      |                              | u Kastenstein |              |
| Katzenlocher zu Fragsburg, Kazenloher            |                             | Fragsburg                    | |              |
| Katzenpöck, Katzenböck von Katzenstein           | – M 1564                    | Burg Katzenstein (Meran)     | |              |
| Katzenstein, Herren von                          | ?–1450                      | Burg Katzenstein (Meran)     | |              |
| Kerschbaumer                                     |                             |                              | |              |
| Khembter                                         |                             |                              | nicht Kempter v Riggburg                                                                                                |              |
| Khofler                                          |                             | aus Brixen                   | |              |
| Khuen von Belasy                                 | 1311–heute                  | Burg Belasi (Campodenno)     | mehrere Linien |              |
| Kirchmayr von Hörtenberg                         |                             |                              | |              |
| Kirchmair von Ragen                              |                             | Ragen (Ortsteil von Bruneck) | |              |
| Klebelsberg zu Thurmburg                         |                             |                              | |              |
| Klepüchler, Kleebichler                          |                             |                              | |              |
| Kleinhans von Labers                             | M 1605                      | Schloss Labers               | Kleinhaus von Läbers Clainhans                                                                                          |              |
| Klyber, Klueber                                  |                             |                              | |              |
| Klösel                                           |                             |                              | |              |
| Knillenberg von Reichbach                        | M 1524                      | Reichenbach bei Meran?       | Knilenperg zu Reichenbach                                                                                               |              |
| Knöringen                                        | 1197–heute                  | Oberknöringen                | schwäbisches Adelsgeschlecht, mehrere Bischöfe                                                                          |              |
| Koburger zu Gufidaun                             |                             |                              | Caburg, Koburg |              |
| Kofler zu Rundenstein                            | M 1610                      | Ansitz Rundenstein           | |              |
| von Kolaus genannt Watzlar                       |                             |                              | Watzler |              |
| Kolb von Kolbenthurn                             |                             | Ansitz Kolbenturm            | Kolben |              |
| Kölber, Kolber                                   |                             |                              | |              |
| König Frh zu Kronburg                            |                             | Burg Kronburg?               | |              |
| Kolumbin                                         |                             |                              | |              |
| Kopp von Salz                                    |                             |                              | |              |
| Köstlan, Kestlan                                 |                             | Ansitz in Brixen             | |              |
| Krää, Kraa von der Hard                          |                             |                              | |              |
| Krafl                                            |                             |                              | |              |
| Kraus von Sala                                   |                             | Ungarn                       | Kraus von Sala zu Krausegg Krausegg in Kastelruth                                                                       |              |
| Kreuzer von Wernberg                             |                             | Werrenberg? bei Lana         | |              |
| Kribl                                            |                             |                              | |              |
| Küepach zu Ried                                  |                             |                              | s. Haselburg in Oberau-Haslach, s. Vogtturm                                                                             |              |
| Kripp von Prunberg                               | M 1524                      | Brunnenburg? in Dorf Tirol   | Kripp von Freudenegg |              |
| Krainthaller, Krainthaler Kronthaler / Krontaler | M 1619 bis 1800 1800 -heute | Tirol Kufstein Kufstein-Erl  | 1619 Adelsgeschlecht zu Bayern-Parma-Habsburg / mehrere Linien Bildhauer und Kirchliche Funktionen / ab 1750 Landgrafen | n. eindeutig |
| Kugler von Hohenberg                             |                             |                              | |              |
| Künigl                                           | 15. Jh.–heute               | Schloss Ehrenburg            | |              |
| Kurz von Thurn                                   | M 1619                      |                              | Kurtzen |              |
| Kurzan                                           |                             |                              | |              |
| Kulitz, Kutlitz                                  |                             |                              | |              |
|                                                  |                             |                              | |              |

## L
| Name                                          | Zeitraum                | Stammsitz/Ursprung Gebiet                      | Persönlichkeiten Anmerkungen | Wappen                      |
| --------------------------------------------- | ----------------------- | ---------------------------------------------- | --- | --------------------------- |
|                                               |                         |                                                | |                             |
| Laicharding                                   | 1663                    | von Eichberg und Lützlgnad                     | aus Meran stammend, Johann Nepomuk von Laicharting |                             |
| Laimbruch Frh von Eppurg, Leimprucher         |                         |                                                | |                             |
| Laimburg                                      |                         |                                                | |                             |
| Lamberg Fürsten                               | 13. Jh.–heute?          | Schloss Lamberg                                | |                             |
| Landegg                                       |                         |                                                | |                             |
| Lang von Wellenburg                           |                         |                                                | Matthäus Lang von Wellenburg |                             |
| Langenmantel, Langmantl                       | 11. Jh.–heute           |                                                | Augsburger Patrizier, Krainer und steirische Freiherren und Landstände                                                                                  | siehe Langenmantel          |
| Lanser von Mos Moos                           | M 1619                  |                                                | Burg Festenstein |                             |
| Larcher zu Eissegg, Eys(s)eck, Eisegg, Eysegk | Reichsadel 1604, M 1842 |                                                | aus dem Pustertal stammend, später in Bozen beheimatet (Ansitz Niederhaus). Dr. Pius Ritter von Larcher zu Eissegg (Landgerichtspräsident in Innsbruck) | Siebmacher-Hefner, Taf. 12. |
| Lasser von Zollheim                           |                         |                                                | |                             |
| Latsch zu Tramin                              |                         |                                                | |                             |
| Laturner von Thurn                            |                         |                                                | |                             |
| Laudegg                                       |                         | Burg Laudegg                                   | |                             |
| Laymann von Liebenau                          | M 1601                  |                                                | Frh |                             |
| Lebenberg                                     |                         | Schloss Lebenberg                              | | Sm C104                     |
| Leinsenman                                    |                         |                                                | |                             |
| Leiserer                                      |                         |                                                | |                             |
| Leiter von Weydburg                           | M 1675                  | Ansitz Waidburg?                               | Waidbruck | =Sm E060 Leuttner?          |
| Leyss von Laimburg, Leiss, Leis               | 1591–nach ?1890         | Laimburg bei Pfatten                           | Johann von Leiß |                             |
| Leopold von und zu Schwarzenhorn              |                         |                                                | |                             |
| Lidl von Mayenburg                            | M 1619                  | Mayenburg bei Völlan                           | |                             |
| Liebenberg                                    |                         | Liebburg?, Lebenberg??                         | |                             |
| Liechtenberg                                  |                         | Burgruine Lichtenberg?                         | oder Krainer Geschlecht? | Sm C104                     |
| Liechtenstein-Kastelkorn                      |                         | Burg Lichtenstein in Leifers bei Bozen         | Karl II. von Liechtenstein-Kastelkorn |                             |
| Lindegg zu Lizzana Lizzan                     | M 1567                  |                                                | |                             |
| Lindner von Gerrenstein, Lindter, Gärnstein   |                         | Schloss Gernstein                              | |                             |
| Lindtner zu Gernstein                         |                         |                                                | Sm D114?, D117? E080?? |                             |
| Lingahol                                      |                         |                                                | |                             |
| Linggenthal                                   |                         |                                                | | Sm B039                     |
| Locher von Lindenheim                         |                         | Lindenheim bei Eppan                           | Sm D112? |                             |
| Lodron                                        | 1124–heute?             | Chiesetal, Burg Noarna, Castelnuovo (Trentino) | mehrere Linien |                             |
| Löffelholz von Kolberg                        |                         |                                                | Frh |                             |
| Löffler von Puxenhausen                       |                         |                                                | | Sm B041                     |
| Lohr zu Angerzell, Loher                      |                         | Ansitz Angerzell bei Innsbruck                 | |                             |
| Luckendach von Luttach                        |                         | Luttach                                        | siehe Sternbach zum Stock und Luttach | Sm C104 Luckach             |
| Luggin                                        |                         |                                                | |                             |
| Lustrier von Liebenstein, Lusterer            |                         | Liebenstein bei Eppan?                         | |                             |
| Lutzn zu Glatsch, Lutz                        |                         |                                                | | Sm B041                     |
|                                               |                         |                                                | |                             |

## M
| Name                                             | Zeitraum       | Stammsitz/Ursprung Gebiet                            | Persönlichkeiten Anmerkungen                                            | Wappen         |
| ------------------------------------------------ | -------------- | ---------------------------------------------------- | ----------------------------------------------------------------------- | -------------- |
|                                                  |                |                                                      |                                                                         |                |
| Madruzzo urspr. di Nanno, di Denno               | ?–1658/1796    | Nanno, Denno, Nonsberg                               | mehrere Bischöfe und Kardinäle                                          |                |
| Maffei                                           |                |                                                      | Jakob Anton v M., ital. Adel                                            |                |
| Malanotti von Caldes                             | M 1648         |                                                      | (Malanoth, Malinotti)                                                   |                |
| Maluschg Malusci                                 |                |                                                      |                                                                         |                |
| Maltiz Maltitz                                   |                | Maltitz (Adelsgeschlecht)?                           |                                                                         |                |
| Mamming Memmingen                                | M 1608         | Palais Mamming                                       |                                                                         |                |
| Mandlberg                                        |                |                                                      |                                                                         |                |
| Manikor, Manincordi von Casez                    | M 1590         | Casez, Nonsberg Palazzo de Manincor, Ansitz Manincor | Frh                                                                     |                |
| Mareit von Eppan, von Wolfsthurn                 | 1566           | Maretsch Mareit                                      | Gf                                                                      |                |
| Martini                                          |                | Palazzo Martini                                      | Gf; de Martini, Martini von Griengarten und Neuhof in Callians          |                |
| Maschwander von und zu Schwanau                  |                | Maschwanden??                                        |                                                                         |                |
| Matray                                           |                | Matrei am Brenner                                    |                                                                         |                |
| Matsch Mätsch                                    | 12. Jh.–1504   |                                                      | mehrere Landeshauptmänner von Tirol                                     |                |
| Mauracher                                        |                |                                                      |                                                                         |                |
| Maxelrainer Maxelrain                            |                |                                                      |                                                                         |                |
| Mayenburg Maienburg                              |                | Mayenburg, Burg in Völlan                            |                                                                         |                |
| Mayrle, (Wexler genannt Mayrl), Mayerle-Gallizzi | 1701           | Palais Campofranco (Botsch)                          | Bozener Patrizier, 1728 mailändischer Grafenstand, 1861 österr. Grafen  |                |
| Mayrhofer zu Koburg Coburg                       | M 1524         | Korburg? in Rodeneck                                 |                                                                         |                |
| Maza Mazza                                       | M 1609         |                                                      |                                                                         |                |
| Meitinger von Engelsheim                         |                |                                                      | Augsburger Patrizier Meuting, Hieronymus Meitting                       |                |
| Mertensdorfer                                    |                |                                                      |                                                                         |                |
| Messau                                           |                |                                                      |                                                                         |                |
| Metzner Mezner                                   |                | Burg Kronmetz, Schloss Runkelstein                   | siehe An der Gassen                                                     |                |
| Migazi von Waal und Sonnenthurn                  |                |                                                      | Gf Christoph Anton von Migazzi                                          |                |
| Millau zu Weidenburg Milau                       |                |                                                      | Mülau zu Waidenburg                                                     |                |
| Miller zu Aichholz                               | 1860           | Ansitz Aichholz                                      | Josef von Miller zu Aichholz                                            |                |
| Mirana                                           |                |                                                      |                                                                         |                |
| Mitterhofer zum Freyenthurn                      | M 1524         | Freienthurm in Mühlbach oder Schlanders?             |                                                                         |                |
| Mohr von und zu Liechtenegg                      |                | zu Siebenkirchen                                     | Schweizer Adel, mehrere Linien, Joseph Mohr von Zernez, Gf von Lichtegg |                |
| Molart zu Reinegg und Tegendorf                  | M 1524         | Burg Reinegg (Südtirol)                              |                                                                         |                |
| Montalban =Montäbl?                              |                |                                                      | siehe Burg Untermontani, Schloss Juval                                  |                |
| Monani                                           |                |                                                      |                                                                         |                |
| Montrechir Montrichier                           |                |                                                      | Gf                                                                      |                |
| Mor                                              |                |                                                      |                                                                         |                |
| Mor von Sunnegg und Morberg                      |                | Sunnegg (Sonnegg) in Bruneck                         |                                                                         |                |
| Morandell zu Westerhofen                         |                |                                                      | Josef Valentin von Morandell                                            |                |
| Mornberg zu Jaufen                               | ?- 1746 M 1563 | Castel Morenberg                                     | zu J. und Windegg                                                       |                |
| Mörl zu Sichelburg                               |                | Sichelburg in Pfalzen                                | von Pfalzen zu Mühlen u. S., siehe Mörl; Maria von Mörl                 |                |
| Mos Moos                                         |                |                                                      |                                                                         | ?Sm B041 Mosaw |
| Murnauer Mornauer zu Lichtenwert                 | M 1524         | Burg Lichtenwerth                                    |                                                                         |                |
| Murenthein                                       |                |                                                      |                                                                         | Sm C104        |
| Müllstetter von Mauren Millstetter               |                |                                                      |                                                                         |                |
| Mülser Milser                                    |                |                                                      |                                                                         |                |
|                                                  |                |                                                      |                                                                         |                |

## N
| Name                                                 | Zeitraum | Stammsitz/Ursprung Gebiet             | Persönlichkeiten Anmerkungen                                    | Wappen          |
| ---------------------------------------------------- | -------- | ------------------------------------- | --------------------------------------------------------------- | --------------- |
|                                                      |          |                                       |                                                                 |                 |
| Narrenholz                                           |          | Burg Arnholz                          |                                                                 |                 |
| Naturns                                              |          | Burg Hochnaturns                      |                                                                 |                 |
| Nauders                                              |          | Schloss Naudersberg                   |                                                                 |                 |
| Neidegg zu Anger                                     |          | Anger in Klausen?                     |                                                                 |                 |
| Neuhaus zu Grafetsch                                 | M 1524   | Ansitz Gravetsch                      |                                                                 |                 |
| Neumann von Neuenthurn                               | M 1626   |                                       |                                                                 |                 |
| Neusahr                                              |          |                                       |                                                                 |                 |
| Niederhaus(er)                                       |          | Ansitz Niederhaus                     |                                                                 |                 |
| Niederthor, Niderthor, Niedertor, de Inferiori porta |          |                                       | siehe Fragsburg                                                 |                 |
| Nogarola, Nagarol                                    |          |                                       | Schloss Ehrenfels (Bad St. Leonhard) Gf Nog..; Isotta Nogarola? | Sm E014 Nagarol |
| Nomi, Casteleti von                                  |          | Nomi (Trentino)?                      |                                                                 |                 |
| Northeim                                             |          |                                       | genannt Sernthein, Sarnthein                                    |                 |
| Nußdorfer?                                           |          | oder nach Ansitz Nußdorf in Kurtatsch |                                                                 |                 |
|                                                      |          |                                       |                                                                 |                 |

## O
| Name                         | Zeitraum | Stammsitz/Ursprung Gebiet | Persönlichkeiten Anmerkungen | Wappen |
| ---------------------------- | -------- | ------------------------- | ---------------------------- | ------ |
|                              |          |                           |                              |        |
| Oberhofer                    |          |                           |                              |        |
| Obertor, de Superiori porta  |          |                           |                              |        |
| Ott von Achterdingen Echterd |          |                           | Michael Ott v. E. 1479–1532  |        |
|                              |          |                           |                              |        |

## P
| Name                                  | Zeitraum             | Stammsitz/Ursprung Gebiet                            | Persönlichkeiten Anmerkungen                                   | Wappen          |
| ------------------------------------- | -------------------- | ---------------------------------------------------- | -------------------------------------------------------------- | --------------- |
|                                       |                      |                                                      |                                                                |                 |
| Pacher von Theinburg                  | 1823–heute?          |                                                      |                                                                |                 |
| Paumgarten                            | 12. Jh.–1726         |                                                      | altes bayerisches Rittergeschlecht                             |                 |
| Paumgartner                           | (1255–1726)          | Nürnberger Patrizier                                 | die Augsburger Linie war im Tiroler Bergbau tätig              |                 |
| Pardeller                             |                      |                                                      |                                                                |                 |
| Parmatin zu Ratzetz, Permatin         | M 1524               | Rametz? in Meran                                     |                                                                |                 |
| Part von Hartmaning, Parth, Barth     |                      | Ansitz Ampassegg Lana                                | zu Ampassegg und Hermetegg                                     |                 |
| Parthold zu Praitenberg               |                      | Breitenberg in Girlan, Ansitz in Eppan               | auch Bartholdt zu Preitenberg                                  |                 |
| Partin, Partini                       | 1538–1878            | Rovereto                                             | auch Partini von Neuhof und Stockach, 1736 Baron von Stockach  |                 |
| Pasotti                               | 1569                 | ursprünglich aus Salò stammend, Tuenno (Trient)      | auch Pasotti von Trostberg und Friedenberg ab 1724 bzw. 1726   | [ 21 ]          |
| Passayer, Passeier zu Jaufenburg      |                      | Jaufenburg                                           |                                                                |                 |
| Passoto                               |                      |                                                      |                                                                |                 |
| Paugger von Vergutz, Verguz           | M 1646               | Ansitz Vergutz in Bozen                              |                                                                |                 |
| Payr zum Thurn                        | 1631–?? M 1655, 1678 | Ansitz Thurnbach; = P. von Altenburg?; P. von Caldif | 1605 Verleihung des Alt-Weinangl-Wappens, 1755 Edle in Palbith |                 |
| Payr von Tramin                       |                      | Tramin                                               |                                                                |                 |
| Pelat, Belath von Pergamaschg         |                      |                                                      |                                                                |                 |
| Pendt                                 |                      |                                                      |                                                                |                 |
| Penninger                             |                      |                                                      |                                                                |                 |
| Pentzinger                            |                      |                                                      |                                                                |                 |
| Pernegg, Bernegg                      |                      | Burg Berneck?                                        |                                                                |                 |
| Pernstein                             |                      |                                                      |                                                                |                 |
| Pfab, Pfau                            |                      | Regensburger Patrizier                               | Theodor Philipp von Pfau?                                      | Sm C101 Pflaum? |
| Pfyrter Pfyrier                       |                      |                                                      |                                                                |                 |
| Pilati, Pilati von Thassul zu Daxberg | 1642 - heute         | Trientiner Patrizier                                 | Gf, Linien in Österreich und Deutschland                       |                 |
| Pilos(s)                              |                      |                                                      |                                                                |                 |
| Pintzner                              |                      |                                                      |                                                                |                 |
| Plankenstein                          |                      | Plankenstein in Gais                                 | Ernst von Blankenstein?                                        |                 |
| Platter = Ob der Platten              |                      |                                                      |                                                                | Sm C101         |
| Plätsch, Platsch                      |                      |                                                      |                                                                |                 |
| Plawen, Freisassen von und zu         | M 1567               |                                                      | Luitfried Salvini-Plawen                                       |                 |
| Pockh von und zu Arnholtz             |                      | Burg Arnholz                                         | Sm C100 Pockinger?                                             |                 |
| Pollinger                             |                      | Polling in Tirol?                                    |                                                                |                 |
| Pollweil, Polweiler                   |                      |                                                      | Frh. zu                                                        |                 |
| Porta, Portta                         | M 1524               |                                                      |                                                                |                 |
| Posch von                             |                      |                                                      | Johann Adam von Posch?                                         |                 |
| Pögler                                |                      |                                                      |                                                                |                 |
| Prack von Asch                        |                      | Asch in Enneberg                                     |                                                                |                 |
| Prager, Prag                          |                      |                                                      |                                                                |                 |
| Prato                                 | 1343–                | aus Barzio stammend, ab 1535 auf Castel Segonzano    | Giovanni a Prato, Theologe und Politiker                       |                 |
| Praunsperg                            |                      |                                                      |                                                                |                 |
| Prez                                  |                      |                                                      | Leo von Pretz, Südtiroler Politiker, Sm C100 Pretzen?          |                 |
| Prigl                                 |                      |                                                      |                                                                |                 |
| Prittschwitz, Britschwitz             |                      |                                                      |                                                                |                 |
| Prugger zu Grienburg                  | M 1590               | Greinsburg in Eppan?                                 |                                                                |                 |
| Prunner von Hirschbrunn               |                      | Hirschprunn in Margreid                              |                                                                |                 |
| Puchenstein(er)                       |                      |                                                      |                                                                | Sm C101         |
| Püchler, Puhler von Weidtegg          |                      |                                                      |                                                                |                 |
| Püntele                               |                      |                                                      |                                                                |                 |
| Pundtschin                            |                      |                                                      |                                                                |                 |
|                                       |                      |                                                      |                                                                |                 |

## Q
| Name                        | Zeitraum | Stammsitz/Ursprung Gebiet | Persönlichkeiten Anmerkungen      | Wappen |
| --------------------------- | -------- | ------------------------- | --------------------------------- | ------ |
|                             |          |                           |                                   |        |
| de Quadria von Laimegg      |          |                           |                                   |        |
| Quaranta von Remetz         | M 1605   | Schloss Rametz            |                                   |        |
| Quarient und Raal, Guarient | M 1563   | Verona                    | Franz Anton von Quarient und Raal |        |
|                             |          |                           |                                   |        |

## R
| Name                                        | Zeitraum   | Stammsitz/Ursprung Gebiet                        | Persönlichkeiten Anmerkungen | Wappen           |
| ------------------------------------------- | ---------- | ------------------------------------------------ | --- | ---------------- |
|                                             |            |                                                  | |                  |
| Rafenstein, Ritter von; vorher Wettin v. R. |            | Burgruine Rafenstein                             | |                  |
| Raffenberger, -perger                       |            |                                                  | |                  |
| Rainold von Babenwoll                       |            |                                                  | |                  |
| Raming                                      |            |                                                  | |                  |
| Ramis, Ramüs                                |            |                                                  | |                  |
| Randorfer                                   |            |                                                  | |                  |
| Ransberger                                  |            |                                                  | |                  |
| Rasner, Räsner, Rasen                       |            | Burgruine Alt- und Neurasen in Rasen-Antholz     | |                  |
| Rasp(en)                                    |            |                                                  | |                  |
| Rauchenberg                                 |            |                                                  | |                  |
| Recordin von Neun                           |            |                                                  | Gf; Anton Ingenuin von Recordin (1764–1792) Landkomtur, siehe Deutsche Ordensritter; Regina Recordin von Rein und Hamberg; Äbtissin 1693–1697 von Stift Niedermünster |                  |
| Reichart = Reichartsheimer?                 |            |                                                  | |                  |
| Reichlinger, Reichlingen                    |            |                                                  | |                  |
| Reiffenstein, Reifenstein                   |            | Burg Reifenstein?                                | siehe Welfenstein; [dieses Wappen?] |                  |
| Reischen = Riess?                           | 1275–1446  | Burg La Tur in Reischen                          | Ministeriale des Churer Bischofs |                  |
| Reit Reiten                                 |            |                                                  | |                  |
| Remich von Weissenfels                      |            | Weißenfels in Kaltern oder Weißenfels? in Tarvis | |                  |
| Reuperger                                   |            |                                                  | |                  |
| Reutter von und zu Kaltenbrun               |            | Kaltenbrunn im Kaunertal (Gemeinde)?             | |                  |
| Ried von, Ried                              |            | Schloss Ried?                                    | |                  |
| Ridler                                      |            |                                                  | |                  |
| Rigoss                                      |            |                                                  | |                  |
| Rindsmaul                                   |            | Burg Grünsberg                                   | |                  |
| Rodenegg siehe Wolkenstein-Rodenegg         |            | Schloss Rodenegg                                 | |                  |
| Roggabrunn, Roccabruna von Palaus           | M 1524     | Roccabruna, Pallaus in Brixen                    | |                  |
| Rollandin vom Aml, Ambl                     | M 1604     |                                                  | |                  |
| Römer von Maretsch                          |            | Schloss Maretsch                                 | | Sm B037          |
| Rorif zu Rainau                             |            |                                                  | |                  |
| Rösch von Geroldshausen                     |            | Geroldshausen                                    | Georg Rösch von Geroldshausen | Sm E060? Reschen |
| Roschmann                                   |            |                                                  | Anton Roschmann (1694–1760), Tiroler Polyhistor |                  |
| Rosenberg, -perg zu Winkl                   | M 1613     | Winkel in Meran                                  | Gf u Ritter | Sm E060          |
| Roß                                         |            |                                                  | |                  |
| Rossi                                       |            |                                                  | Frh. Ippolito de’ Rossi? |                  |
| Rost zu Aufhofen und Kehlburg               | -1920??    | Kehlburg                                         | zwei Linien (Grafen und Ritter) |                  |
| Rottenbuecher, von Rottenbuech              | 1573?–     | Ansitz Rottenbuch                                | |                  |
| Rubatsch                                    |            |                                                  | |                  |
| Rubein                                      |            | Schloss Rubein                                   | | Sm C101          |
| Ruedl von Ruedlsperg von Rosenfeld          |            |                                                  | |                  |
| Ruepp, Gf. von Flinsbach?                   |            |                                                  | |                  |
| Ruffin                                      |            |                                                  | |                  |
| (Rumel) Rummel von Liechtenau               | 1460–1590  | Herrschaft Lichtenau                             | Franz Ferdinand von Rummel |                  |
| Rutter zu Malis                             | 1540, 1851 | 1540 Girlan, geadelt 1676                        | Siehe G.v. Grabmayr, Stammtafel 131 |                  |
| Ryss zu Sterzing, Freiherren von Risenfels  |            |                                                  | |                  |
|                                             |            |                                                  | |                  |

## S
| Name                                                        | Zeitraum          | Stammsitz/Ursprung Gebiet                                                                     | Persönlichkeiten Anmerkungen                                                                    | Wappen            |
| ----------------------------------------------------------- | ----------------- | --------------------------------------------------------------------------------------------- | ----------------------------------------------------------------------------------------------- | ----------------- |
|                                                             |                   |                                                                                               |                                                                                                 |                   |
| Saal, Sal                                                   |                   | Saalen?                                                                                       |                                                                                                 |                   |
| Sagmeister von Sagburg, Sagmaister                          |                   | Sagburg in Bozen                                                                              |                                                                                                 |                   |
| Sala Frh?                                                   |                   |                                                                                               | Angelo Sala (sein Sohn war schon Frh. – siehe NDB); Gaudenz v. S. siehe Ferdinand Karl Weinhart |                   |
| Saltz, Salz                                                 | M 1604            |                                                                                               |                                                                                                 |                   |
| Sandizell, Sanazeller                                       |                   |                                                                                               |                                                                                                 |                   |
| Sardagna von Hohenstein, Sardegna von Mozatis               | M 1608            |                                                                                               | Karl Sardagna                                                                                   |                   |
| Sarnthein                                                   | 1594–heute M 1633 | Wagner aus Augsburg                                                                           |                                                                                                 |                   |
| Sattlberger von Schickenburg                                | M 1646?           | Ansitz Schickenburg in Marling                                                                |                                                                                                 |                   |
| de Sbardelatis, Sbardelat von Adelsburg                     | M 1563            |                                                                                               | auch Schwardelatz Adlerburg                                                                     |                   |
| Schardinger                                                 |                   |                                                                                               |                                                                                                 |                   |
| Scharpfenberg                                               |                   | Burgstall Scharfenberg                                                                        |                                                                                                 | Sm B041           |
| Scheck von Goldrain                                         |                   | Schloss Goldrain                                                                              |                                                                                                 | Sm C101           |
| Schenk von Wisberg (Schenk von Schenkenstein)               |                   | Schloss Wiesberg                                                                              | siehe Burg Schenkenstein, Anton Schenk v. Sch. auf Wiesberg, nach 1575 andere Lehensnehmer      |                   |
| Schenk, Edle von                                            |                   |                                                                                               |                                                                                                 |                   |
| Schenkenberg                                                | vor 1250          | Burgruine Schenkenberg (Südtirol), in Völs am Schlern; Schenkenberg im Kanton Aargau, Schweiz | Schweizer Uradelsgeschlecht, Erbschenken des Hochstifts Brixen                                  |                   |
| Schenna Schena                                              |                   | Schloss Schenna                                                                               | Petermann von Schenna, Tiroler Landeshauptmann                                                  | Sm C101           |
| Schepplin                                                   |                   |                                                                                               |                                                                                                 |                   |
| Schgraffer                                                  |                   |                                                                                               |                                                                                                 |                   |
| Schidmann von Klebenstein                                   |                   | Ansitz Klebenstein?                                                                           |                                                                                                 |                   |
| Schidenhofen, Schiedenh. zu Stumm                           | M 1524?           |                                                                                               | Sch. zu Passeier M 1524; siehe Hans Dreyling                                                    |                   |
| Schiller von Herdern                                        | M 1601            |                                                                                               |                                                                                                 |                   |
| Schilling Schilling von Cannstatt?                          |                   |                                                                                               |                                                                                                 |                   |
| Schlandersberg                                              |                   | Schloss Schlandersberg                                                                        | Frh                                                                                             | Sm B041           |
| Schlitters                                                  |                   |                                                                                               |                                                                                                 | Sm C101           |
| Schmalzgruber                                               |                   |                                                                                               |                                                                                                 |                   |
| Schmid von Grüenegg, Schmid von Grüneck (Ilanz), oder diese |                   |                                                                                               | =?Schmid von Wellenstein 1646                                                                   |                   |
| Schnabl von Schönstain                                      |                   |                                                                                               |                                                                                                 |                   |
| Schneeberg, -perg; Schneeberger                             |                   | Schloss Schneeberg                                                                            | von Saltaus u Platten                                                                           | Sm B041           |
| Schnellenberger                                             |                   |                                                                                               |                                                                                                 |                   |
| Schnellmann                                                 |                   |                                                                                               | =Sm C101: Schellmann?                                                                           |                   |
| Schnittel                                                   |                   |                                                                                               |                                                                                                 |                   |
| Schöber                                                     |                   |                                                                                               |                                                                                                 |                   |
| Schönegg, Schöneck                                          |                   | Burg Schöneck oder Schönegg in Klobenstein                                                    |                                                                                                 |                   |
| Schorn                                                      | M 1610            |                                                                                               |                                                                                                 |                   |
| Schrofl, Schraffl                                           |                   |                                                                                               |                                                                                                 |                   |
| Schrankbamer, -pamer, -baumer                               |                   |                                                                                               |                                                                                                 |                   |
| Schratenberg siehe Schrottenberg                            |                   |                                                                                               |                                                                                                 | Sm B040           |
| Schrenck von Notzing, Schrenk                               | 1581–heute        |                                                                                               | Münchner Patrizier, mehrere Linien (auch freiherrliche)                                         |                   |
| Schreyen                                                    |                   |                                                                                               |                                                                                                 |                   |
| Schrofenstein                                               | –1546             | Burg Schrofenstein                                                                            | Christoph von Schroffenstein                                                                    |                   |
| Schrottenberg                                               | M 1559            | Tiroler Linie 1820 und fränkische Linie 1933 (im Mannesstamm) erloschen                       |                                                                                                 |                   |
| Schüestl von und zu Lichtenthurn                            |                   |                                                                                               |                                                                                                 |                   |
| Schuelpeckh von Merenstain                                  |                   |                                                                                               |                                                                                                 |                   |
| Schuldhaus von Moos, von Neuspurg                           | M 1604            | Ansitz Moos-Schulthaus                                                                        |                                                                                                 |                   |
| Schullern zu Schrattenhofen, Schueller von Schullern        | M ? 1734–heute    | Ansitz Schrattenburg                                                                          | 1734 nobilitiert; mährischer Stamm hieß Schueller von Schullern                                 |                   |
| Schurff zu Schönwerdt                                       |                   | Schloss Schönwörth                                                                            | Erblandjägermeister in Tirol; (Sm C101)                                                         |                   |
| Schweiggl                                                   |                   |                                                                                               |                                                                                                 |                   |
| Schweigkhart zu Nauders                                     |                   |                                                                                               |                                                                                                 |                   |
| Seben, Säben, Sebner = Sebwen?                              |                   | Burg Säben, Burg Branzoll                                                                     |                                                                                                 |                   |
| Seebach                                                     |                   |                                                                                               |                                                                                                 |                   |
| Seemann von Mangern von Wagrein                             | M 1604            |                                                                                               |                                                                                                 |                   |
| Seilern und Aspang                                          |                   |                                                                                               | Gf Seilern und Aspang                                                                           |                   |
| Seydeman                                                    |                   |                                                                                               |                                                                                                 |                   |
| Seppenburg Sepp von Seppenburgg                             | 1684 - 1875       | Ansitz Rechegg in Klausen                                                                     | Anton Sepp                                                                                      |                   |
| Sinkmoser, Singmoser zu Jufal                               |                   | Schloss Juval                                                                                 |                                                                                                 |                   |
| Sinzendorf                                                  |                   |                                                                                               | Gf                                                                                              |                   |
| Sistrams                                                    |                   |                                                                                               |                                                                                                 |                   |
| Sölder von Prackenstein, Prakenst.                          |                   |                                                                                               |                                                                                                 |                   |
| Söll von Aichberg, Sell, Aichperg                           | M 1643            | Ansitz Aichberg?                                                                              |                                                                                                 |                   |
| Someda von und zu Claremont, Sameda                         | M 1604            |                                                                                               |                                                                                                 |                   |
| Heindl von Sunberg, Sonnberg                                |                   | siehe Haindl??                                                                                |                                                                                                 |                   |
| Sparnberg, Spornberg                                        |                   |                                                                                               |                                                                                                 |                   |
| Spaur und Valör                                             | 1324–heute        | Castel Sporo Rovina bei Sporminore                                                            | Frh Gf, mehrere Bischöfe vor allem Brixen und Trient                                            |                   |
| Spergs zu Palenz und Reißdorf                               |                   |                                                                                               | Frh                                                                                             |                   |
| Spezalanza                                                  |                   |                                                                                               |                                                                                                 |                   |
| Spies, Spieß                                                |                   |                                                                                               |                                                                                                 |                   |
| Sprenger                                                    |                   |                                                                                               |                                                                                                 |                   |
| Sprinzenberg                                                |                   |                                                                                               |                                                                                                 |                   |
| Starckh                                                     |                   |                                                                                               |                                                                                                 |                   |
| Stachlburg                                                  | M 1583            | Ansitz Stachlburg in Partschins                                                               | von und zu, Gf 1809 im Mannesstamm erloschen                                                    |                   |
| Stadler von Gstirner                                        |                   |                                                                                               |                                                                                                 |                   |
| Staigerwalder von und zu Sprengenstain                      |                   | Ansitz Sprengenstein in Imst                                                                  |                                                                                                 |                   |
| Stainhauser, Steinhauser                                    |                   |                                                                                               |                                                                                                 |                   |
| Starkenberg                                                 | um 1150–1452      | Burgruine Alt-Starkenberg; Burg Greifenstein (Südtirol)                                       | Titel/Güter ging an Coreth                                                                      | Sm C101           |
| Starnberg                                                   |                   |                                                                                               | Gf                                                                                              |                   |
| Staß = Stoß??                                               |                   |                                                                                               |                                                                                                 |                   |
| Stauber von Mitterhardt                                     |                   |                                                                                               |                                                                                                 |                   |
| Steinegger                                                  |                   | Steinegg in Karneid                                                                           |                                                                                                 |                   |
| Sterzinger von Sigmundsried                                 |                   |                                                                                               |                                                                                                 | Sm B039 Störtzing |
| Stöckl von Eben zu Hörtenberg                               |                   | Ansitz Hörtenberg in Bozen                                                                    | auch von Gerburg                                                                                |                   |
| Strattmann                                                  |                   |                                                                                               | Gf                                                                                              |                   |
| Strauss zu Grabenstein                                      | M 1619            |                                                                                               | Strauß zu Amoltern                                                                              |                   |
| Streiten                                                    |                   |                                                                                               |                                                                                                 |                   |
| Stubay                                                      |                   |                                                                                               |                                                                                                 |                   |
| Summerau                                                    |                   |                                                                                               | Vogt von Alt-Summerau                                                                           |                   |
| Stuppan = Suppan? von Mays                                  |                   | Mays = Mais, Ort bei Meran?                                                                   |                                                                                                 | Sm C098 Suppan    |
| Syrena                                                      |                   |                                                                                               |                                                                                                 |                   |
|                                                             |                   |                                                                                               |                                                                                                 |                   |

## T
| Name                                     | Zeitraum              | Stammsitz/Ursprung Gebiet                                   | Persönlichkeiten Anmerkungen                              | Wappen  |
| ---------------------------------------- | --------------------- | ----------------------------------------------------------- | --------------------------------------------------------- | ------- |
|                                          |                       |                                                             |                                                           |         |
| Tändl (von Helmstorf)                    | 1592–?                | Ansitz Helmstorf                                            | beerbten die Helmstorf                                    |         |
| Tannenberg                               | 1433–1846             |                                                             | Gf                                                        |         |
| Tannheim                                 |                       |                                                             |                                                           |         |
| Tanvini von Moleto                       |                       |                                                             |                                                           |         |
| Tänzl von Trazberg                       |                       | Schloss Tratzberg                                           | Maximilian Tänzl von Tratzberg; Sm C102                   |         |
| Tarrant, Tarant von Tarantsberg          |                       | Schloss Dornsberg                                           | Brunnenburg                                               |         |
| Taufers                                  |                       | Burg Taufers                                                | =?Sm C097 Taver Tauer                                     |         |
| Taxis                                    | 1512?–heute           | Lombardei                                                   | Postmeister, Gabriel von Taxis                            |         |
| Teutenhofen und Rafenberg                | M 1524                | Ansitz in Feldthurns                                        | Teitenhofen Teytenhofen, siehe Baudenkmäler in Feldthurns | Sm C102 |
| Terlago                                  |                       |                                                             | Gf                                                        |         |
| Teubler, Trübler von Juval               | ?–1537                | Schloss Juval                                               | nur 2 Generationen adelig?                                |         |
| Thalhamer von Thalegg                    | M 1613                | Ansitz Thalegg bei Eppan                                    | Frh                                                       |         |
| Thanstein                                |                       |                                                             |                                                           |         |
| Thierberg, edler Herr von Tierburg       | M 1665                |                                                             |                                                           |         |
| Thun Thun CH?                            |                       | Burg Ton??                                                  |                                                           |         |
| Thun Thun und Hohenstein                 | 12. Jh.–heute         | Castel Thun, mehrere Linien, später auch in Böhmen ansässig | Fürsten, mehrere Bischöfe von Trient und Brixen           |         |
| Thürheim                                 |                       |                                                             | Gf                                                        |         |
| Thurn                                    |                       |                                                             |                                                           |         |
| Tinsel                                   |                       |                                                             |                                                           |         |
| Tinti                                    |                       |                                                             | Bartholomäus I. von Tinti                                 |         |
| Tobhan, Tobhanen                         |                       |                                                             |                                                           |         |
| Tonelli                                  |                       |                                                             |                                                           |         |
| Töck Herzöge von Teck?                   |                       |                                                             |                                                           |         |
| Trapp zu Pisein, Churburg und Schwanburg | um 1450–heute         | Churburg                                                    | Gf; Sm C098                                               |         |
| Trauttmansdorff zu Neuberg               |                       | Schloss Trauttmansdorff, Neuberg in Eppan                   | Tiroler Linie                                             |         |
| Trautson                                 | 1134?–1775 M vor 1234 | Schloss Sprechenstein                                       | ab ca 1550 in NÖ ansässig; Sm C098 Neu-Trautson           |         |
| Triangi                                  |                       |                                                             | Gf, siehe Palais Triangi                                  |         |
| Trimus, Trinns                           |                       | Trins??                                                     |                                                           |         |
| Trostburg siehe Wolkenstein              |                       |                                                             |                                                           |         |
| Troyer                                   | 1546–heute?           | von Aufkirchen; von Pamgarten                               | mehrere Linien                                            |         |
| Troylo von Troyburg, Troyla              | M 1613 für Troylen    |                                                             |                                                           |         |
| Tschank                                  |                       |                                                             |                                                           |         |
| Tschegg von Nidermontan, Niedermontani   |                       | Burg Untermontani?                                          |                                                           |         |
| Tschiderer von Gleifheim                 |                       | Gleifheim bei Eppan                                         | Johann Nepomuk von Tschiderer                             |         |
| Tschitscher                              |                       |                                                             |                                                           |         |
| Tschötsch, Tschetz zu Naturns            |                       |                                                             |                                                           |         |
| Thurndl, Turendle                        |                       |                                                             |                                                           |         |
| Turisan, Thurisan                        |                       |                                                             |                                                           |         |
|                                          |                       |                                                             |                                                           |         |

## U
| Name                          | Zeitraum   | Stammsitz/Ursprung Gebiet | Persönlichkeiten Anmerkungen     | Wappen |
| ----------------------------- | ---------- | ------------------------- | -------------------------------- | ------ |
|                               |            |                           |                                  |        |
| Uebele                        |            |                           |                                  |        |
| Uebelherr, Uebelhörr, Übelhör |            |                           |                                  |        |
| Ueberrain, Überreiner         |            |                           | siehe Bürgerhaus Turm zu Pettneu |        |
| Undervischer                  |            |                           |                                  |        |
| Undterperg                    | vor 1589–? |                           | Andreas U. WB1, S. 138           |        |
| Unverdorben                   |            |                           |                                  |        |
|                               |            |                           |                                  |        |

## V
| Name                                       | Zeitraum       | Stammsitz/Ursprung Gebiet   | Persönlichkeiten Anmerkungen                                                                                  | Wappen |
| ------------------------------------------ | -------------- | --------------------------- | --- | ------ |
|                                            |                |                             | |        |
| de Vastis                                  |                |                             | |        |
| Vauduz                                     |                |                             | |        |
| Vels, Völs, Fels, Velser, Colonna von Fels |                | Schloss Prösels             | Leonhard der Ältere von Völs, Landeshauptmannes an der Etsch                                                  |        |
| Velss zu Pirschheim                        |                |                             | |        |
| Velthurns                                  |                | Schloss Velthurns           | |        |
| Verdross                                   |                | Ansitz Grießenstein in Lana | |        |
| Vescovi                                    |                | Ulzbach                     | Frh. zu Ulzbach                                                                                               |        |
| Villanders, Herren von Vilanders           | um 1170–1547   | Villanders                  | Randold von Vilanders zu Pradell = Stammvater der Gf von Wolkenstein Engelmar von Villanders, Landeshauptmann |        |
| Vilas                                      | ab 1593        | Salun, Neumarkt             | Anton Franz Xaver von Vilas Capitanii in Puchenstein; Pfleger zu Salurn; Ritter, Herr und Landmann in Tirol   |        |
| Vinsterwalder                              |                |                             | Schloss Lebenberg (Tirol)                                                                                     |        |
| Vintler                                    | 14. Jh.?–heute | Vintl im Pustertal?,        | Schloss Runkelstein                                                                                           |        |
| Vintschger, Ritter von Vintschgau          | M 1622         |                             | auch von Altenburg                                                                                            |        |
| Vögler Vegler                              |                |                             | |        |
| Voglmayr von Thierberg                     | M 1587         | Ruine Thierberg             | |        |
| Vogt Frh von Altsumerau                    |                | Ruine Altsummerau           | |        |
| Volderer                                   |                |                             | |        |
| Volland von Vollandsegg, -eck              | 1530–heute?    |                             | Grüninger Patrizier                                                                                           |        |
| Völlenberg                                 |                | Burgruine Vellenberg        | |        |
| Voyt                                       |                |                             | |        |
|                                            |                |                             | |        |

## W
| Name                                           | Zeitraum             | Stammsitz/Ursprung Gebiet                                                                                                | Persönlichkeiten Anmerkungen                                                                                               | Wappen  |
| ---------------------------------------------- | -------------------- | --- | --- | ------- |
|                                                |                      | | |         |
| Wachinger Wachingen                            |                      | | = Wehingen (Adelsgeschlecht)?                                                                                              |         |
| Wagner von Bintzenheim                         |                      | | ??siehe Sarnthein |         |
| Wall Waal Wal                                  |                      | | |         |
| Walch zu Varn                                  |                      | | |         |
| Waldenburg                                     |                      | | =Waldenburg (Adelsgeschlecht)?                                                                                             |         |
| Waldhauser Baldhauser                          |                      | | Waldtsacher von Freyenburg                                                                                                 |         |
| Wallpach von Schwanenfeld                      |                      | Schwanenfeld in Ampaß | Arthur von Wallpach |         |
| Walser (=Welser?)                              |                      | | |         |
| Waltenhof(en), -hoffen                         |                      | | Adalbert von Waltenhofen?                                                                                                  |         |
| Walther von/zu Herbstenburg                    |                      | Herbstenburg | |         |
| Waltheser                                      |                      | | Frh |         |
| Wang zu Rubein Wanga                           |                      | Burg Wangen-Bellermont                                                                                                   | |         |
| Werberger                                      |                      | Ansitz Werrenberg in Lana oder Ruine Werberg?,                                                                           | |         |
| Weigele                                        | M 1605               | | älterer und jüngerer Zweig                                                                                                 |         |
| Weinegg                                        | ?–um 1500            | Burg Weineck | |         |
| Weinhart von Thierburg                         |                      | | Paul Weinhart (Bild mit Wappen), Ferdinand Karl Weinhart                                                                   |         |
| Wellinger von Schneeberg                       |                      | Schloss Schneeberg | |         |
| Welser                                         | ?–heute              | | Augsburger und Nürnberger Patrizier, Frh; Philippine Welser (1527–1580), verheiratet mit Erzherzog Ferdinand II. von Tirol |         |
| Welsperg und Primör                            |                      | Schloss Welsperg | Frh Gf, Karl Welsperg von Primör und Raitenau                                                                              |         |
| Wenser zum Freyenthurn                         |                      | Ansitz Freyenthurn in Mühlbach (Südtirol)? oder Malé/Maleit/Freienthurn? Ansitz Propstwenser in Bozner Viertel St.Johann | |         |
| Wenzl von Köstlan                              | M 1567               | Köstlan bei Brixen | |         |
| Wentzl, von Wenzl, Wenzl zum Sternbach         | 1684–heute           | Stock zu Uttenheim | Freiherren von Sternbach zum Stock und Luttach                                                                             |         |
| Werndl Wernle = Wörndle?                       | M 1668               | | |         |
| Westerstetter Wetterstetter                    | M 1563               | | |         |
| Wettin von Rafenstein                          |                      | Burgruine Rafenstein | siehe Ritter von Rafenstein                                                                                                |         |
| Weyman                                         |                      | | |         |
| Weyerburg Weyrburg                             |                      | Schloss Weiherburg | |         |
| Wicka Wigga von Wickburg                       |                      | Wickenburg? bei Eppan | |         |
| Widmann                                        |                      | | Frh |         |
| Widersperch                                    |                      | | |         |
| Wiesenegg von Hurlach                          |                      | Ansitz Wiesenegg in St. Lorenzen                                                                                         | |         |
| Wieser Wiser                                   |                      | | |         |
| Wild von Sterzing                              |                      | von und zu Wildenburg (Ansitz in Sterzing)                                                                               | |         |
| Willenbroch von Reinegg                        | M 1616               | Rainegg in Hall i. T.?                                                                                                   | |         |
| Windegg Windeck                                |                      | | |         |
| Win(c)khelhofen zu Englös                      |                      | Winklhofen | Frh u Ritter Heinrich Winkelhofer?                                                                                         |         |
| Wittenbach zum Rothenstein und Thurnstein      | M 1663               | Schloss Thurnstein | =Wyttenbach? |         |
| Witz                                           |                      | | |         |
| Wolf von Wolfsthurn, Wölflin, Wölfe von Mareit | ?–vor 1500 M 1620    | Burg Wolfsthurn, Schloss Wolfsthurn                                                                                      | |         |
| Wolfstein?                                     |                      | | |         |
| Wolkenstein-Trostburg                          | 12. Jh.–heute Uradel | Burg Wolkenstein | entstammen den Herren von Vilanders                                                                                        |         |
| Wolkenstein-Rodenegg                           | 12. Jh.–heute Uradel | | Seitenlinie der Wolkenstein, Oswald von Wolkenstein                                                                        |         |
| Wolgemuth                                      |                      | Wohlgemuth in Eppan | |         |
| Wörndle zu Adlesfried                          | M 1668               | | Frh, August Wörndle von Adelsfried                                                                                         | Sm E060 |
| Wötsch(en)                                     |                      | | |         |
|                                                |                      | | |         |

## Z
| Name                        | Zeitraum | Stammsitz/Ursprung Gebiet            | Persönlichkeiten Anmerkungen | Wappen        |
| --------------------------- | -------- | ------------------------------------ | ---------------------------- | ------------- |
|                             |          |                                      |                              |               |
| Zach, Zäch                  |          | Zachof in Dienten                    | Christoph von Zach?          |               |
| Zanna, Zana von San Trinità |          |                                      | Königstein                   |               |
| Zant von/zu Reifenstein     |          | Burgruine Zant                       |                              |               |
| Zech von Deybach Zell       | M 1675   | Deubach                              | Augsburger Patrizier, Frh    |               |
| de Zenonis                  |          | aus Italien                          |                              |               |
| Zenobio                     |          | Schloss Enn                          |                              |               |
| Zieglauer                   |          |                                      |                              |               |
| Zila, Zilla                 |          |                                      |                              | Sm C100? Zill |
| Zinn von Zinnenburg         |          |                                      | Frh =?Zinnenberg             |               |
| Zoanell                     |          |                                      |                              |               |
| Zoller von Zollerhausen     | M 1524   | siehe Zollerhof in Patsch            | Zoller?                      |               |
| Zorn                        |          |                                      |                              |               |
| Zott von Pernegg (Berneck)  |          | Burg Berneck                         |                              |               |
| Zöttl von Griesenstein      |          | Ansitz Grießenstein in Lana          |                              |               |
| Zuana von, de Zuanna        |          |                                      |                              |               |
| Zürcher                     |          |                                      |                              |               |
| Zuppini                     |          |                                      |                              |               |
| Zwingenstein                |          | ehem. Burg Zwingenstein bei Unterinn |                              |               |
|                             |          |                                      |                              |               |

## Erklärung
Erklärung zu den Spalten:
Name: wenn noch kein Artikel besteht auch alternative Namensformen
Zeitraum: angegeben ist der Zeitpunkt der Nobilitierung und das Erlöschen im Mannesstamm.
M = Matrikel: Jahr, in dem das Geschlecht in die Tiroler Landmatrikel eingetragen wurde (und damit in die Landmannschaft? aufgenommen wurde)
Stammsitz: falls bekannt, Sitze, nach denen einzelne Linien benannt wurden; oder
Gebiet: Ort oder Gebiet, besonders wenn es mehrere gleichnamige Geschlechter gibt
Persönlichkeiten: wichtigste oder bekannteste Personen; Personenartikel, falls es keinen Artikel zum Geschlecht gibt;
Anmerkungen: zusammenfassende Angaben
Erklärung zu sonstigen Angaben:
? Fragezeichen bedeutet unsichere (Jahres)Angaben
kursiv bedeutet ungefähre Zeitangabe// alte Schreibweise
Frh Freiherr(en)
Gf Graf(en)
Sm Siebmachers Wappenbuch